# Величко, Игорь Иванович
И́горь Ива́нович Вели́чко (22 января 1934, Харьков, Украинская ССР, СССР — 14 декабря 2014, Миасс, Челябинская область, Российская Федерация) — советский и российский конструктор ракетно-космических систем, генеральный конструктор Государственного ракетного центра им. Макеева (1985—1998), лауреат Ленинской премии.

## Биография
Окончил Уральский политехнический институт (1957), инженер-электрик. Доктор технических наук (1989), профессор (1993).
В 1957—1985 гг. — в НПО автоматики (г. Свердловск): инженер, генеральный директор; в 1985—1998 гг. — в г. Миассе Челябинской области: генеральный конструктор, начальник КБ машиностроения (ФГУП "Государственный ракетный центр «КБ им. академика В. П. Макеева»). Советник первого заместителя генерального конструктора и начальника ГРЦ «КБ им. акад. В. П. Макеева» с 1999 г.
Руководитель и участник разработки систем управления для трех поколений стратегических морских ракетных комплексов с ракетами Р-11ФМ, Р-21, Р-27У, Р-27К, Р-29, Р-29Р, Р-39, Р-29РМ и одиннадцати их модификаций.
Разработал научно-практические основы, способы и средства управления движущимися ракетно-космическими объектами на основе использования информации внешних естественных и искусственных ориентиров. Руководил модернизацией и созданием новых ракетных комплексов морского базирования, характеристики которых не уступают лучшим зарубежным аналогам. Инициатор переоборудования и использования снимаемых с боевого дежурства морских ракет для решения исследовательских и народно-хозяйственных задач, в частности, для вывода в космос низкоорбитальных аппаратов различного назначения. Под его руководством подготовлены и выполнены три пуска с подводной лодки переоборудованной ракеты Р-27У для получения сверхчистых полупроводниковых материалов и сплавов и скоростной очистки медицинских препаратов, выполнен пуск с подводной лодки переоборудованной ракеты Р-29Р с аппаратурой для проведения экспериментов в невесомости по контракту с Германским космическим агентством и Бременским центром прикладной космической технологии и микрогравитации; пуском доработанной ракеты Р-29РМ с подводной лодки впервые в мире выведены на орбиту по контракту с Берлинским университетом искусственные спутники Земли «Tubsat-N» и «Tubsat-N1». Автор 27 изобретений и более 200 научных публикаций.
Общий редактор книги «Баллистические ракеты подводных лодок России» (избранные статьи), ГРЦ «КБ им. акад. В. П. Макеева», издание 1-е и 2-е, 1994 г., 1997 г., г. Миасс. Главный редактор межотраслевого научно-технического журнала «Конструкции из композиционных материалов»
Главный редактор отраслевого научно-технического сборника РКТ, серия XVI 1985—1998 гг. Действительный член Российской академии ракетных и артиллерийских наук (1996), Петровской академии наук и искусств (1994), Академии космонавтики им. К. Э. Циолковского (1997)
Депутат Верховного совета СССР 11 созыва.
Скончался 14 декабря 2014 года в г. Миассе. Похоронен на Широкореченском кладбище Екатеринбурга.

## Награды и звания
Лауреат Ленинской премии (1978), Государственной премии СССР (1974).
Награждён орденами Ленина (1969, 1984), Дружбы (1994), «Знак Почёта» (1963), медалями.